# Heimat (mini-série)
Pour les articles homonymes, voir Heimat (homonymie).
Heimat (Heimat - Eine deutsche Chronik) est un film exploité en salle et une mini-série allemande en 11 épisodes de 55 à 138 minutes, en noir et blanc et en couleurs, créé par Edgar Reitz et Peter Steinbach et diffusée à partir du 6 mars 1984 sur le réseau ARD.
En France, le film a d'abord été distribué en salles en 1985, en quatre parties, puis sous forme de mini-série, en onze épisodes, à partir du 9 janvier 1987 sur TF1.

## Fiche technique
- Titre : Heimat
- Réalisation et scénario : Edgar Reitz
- Musique : Níkos Mamangákis
- Photographie : Gernot Roll
- Montage :
- Décors :
- Costumes :
- Production : Lumière Productie bvba
- Film allemand
- Genre : chronique familiale et historique
- Format : Couleurs et noir et blanc
- Durée : 929 minutes
- Date de sortie : 6 mars 1984
- Chiffres-clés : 286 jours de tournage, 28 acteurs, 140 personnages principaux, 5 000 figurants, 320 000 mètres de pellicule noir et blanc et 120 000 mètres de pellicule en couleurs.

## Distribution
- Marita Breuer : Maria
- Mickael Lesch : Paul Simon
- Marliese Assmann : Apollonia
- Eva Maria Bayerwaltes : Pauline
- Helga Bender : Martina
- Gabriele Blum : Lotti
- Gertrud Bredel : Katharina
- Willi Burger : Mathias
- Karin Rasenack : Lucie

## Synopsis
Cette mini-série met en scène la vie quotidienne des habitants de Schabbach, un petit village du Hunsrück, en Rhénanie, entre 1919, à la fin de la Première Guerre mondiale et 1982.
Au centre du film, la famille Simon, Mathias et Katharina, avec leurs trois enfants :
- Paul qui épouse Maria dont il aura deux fils : Anton et Ernst.
- Eduard, qui épouse Lucie, une tenancière de maison close rencontrée à Berlin dans les années 1930.
- Pauline, qui épouse Robert, un horloger.

En 1919, Paul, fils du forgeron Mathias Simon et de sa femme Katharina, revient du front. Amoureux d'Appolonia, il épouse néanmoins Maria Wiegand. En 1927, Paul quitte Schabbach sans crier gare pour une destination inconnue laissant Maria seule avec leurs deux fils.
Avec l'arrivée de l'ère nazie, son frère, Eduard, devient bourgmestre de Rhaunen, une ville avoisinante. Avec son épouse Lucie, ils se font construire une riche villa. Leur sœur Pauline vit dans la proche bourgade de Simmern où elle a épousé Robert, un horloger.
Le frère de Maria, Wilfried Wiegand, revient de Berlin, en uniforme d'officier SS, suscitant l'admiration de son père, Aloïs Wiegand.
Peu avant la guerre, Maria aura une liaison avec Otto Wohlleben, un ingénieur des routes, dont naîtra Hermann. Les fils de Maria et Paul, Ernst et Anton, sont mobilisés durant la guerre, le premier comme aviateur, le second comme photographe des armées sur le front de Russie. Otto, tombé en disgrâce parce que sa mère était juive, perd son poste d'ingénieur et devient démineur. Il meurt en essayant de désamorcer une bombe. Robert meurt au front, laissant Pauline veuve. Le grand-père Mathias décède dans les derniers jours de la guerre.
Après 1945, le Hunsrück se reconstruit progressivement. Wilfried se terre chez son père, Eduard et Lucie sont discrédités, en raison de leur attachement au régime nazi. Paul revient des États-Unis où il a fondé une entreprise prospère. Il offre une fête au village, mais Maria, amère, se refuse à lui. Après avoir revu son fils, Katharina meurt.
Revenu à pied du front russe, Anton fonde une entreprise d'optique, tandis qu'Ernst cherche sa voie, entre marché noir, convoyeur de grumes par hélicoptère, vendeur de matériaux pour maisons et antiquités. Hermann, à 15 ans, découvre l'amour avec une réfugiée de 11 ans plus âgée, Klärchen. Anton et Maria, apprenant cette liaison, la chassent de Schabbach. Désespéré et rageur, Hermann quitte le village à son tour. Il deviendra un célèbre compositeur de musique contemporaine, avec l'aide de... Paul - au grand dam d'Anton. Le retour de Paul met au jour les difficultés du noyau familial, de la transmission, de la filiation. Ces tensions persistent, jusqu'à la mort de Maria, en 1982.

## Analyse
Heimat est un film sans précédent, dans l'histoire du cinéma, à la fois par son ambition (dire l'histoire d'un pays à travers un siècle de la vie d'un village), sa démesure (plus de 15 heures), sa posture (à mi-chemin entre la fiction et le documentaire, le film passe aussi alternativement d'images couleurs au noir et blanc). L'écriture d'Heimat mobilisa Edgar Reitz de janvier à mai 1979. Le tournage eut lieu de mai 1981 à novembre 1982. Le montage demanda une année supplémentaire et la postproduction dura jusqu'en mai 1984.
En parallèle à la vie de la famille Simon, le film montre l'évolution de l'Allemagne au XXe siècle : montée du nationalisme sur fond d'occupation de la Ruhr, croissance économique retrouvée et avènement du nazisme (le frère de Maria est officier SS), reconstruction industrielle et "miracle économique" de l'après-guerre, jusqu'aux incertitudes du début des années 1980, sur fond de ralentissement économique.
Personnage central du film, Maria Simon (prononcer Zîmôhnn), née en 1900, traduit le destin aussi banal qu'exemplaire des femmes au XXe siècle. Elle subit la solitude (son mari l'abandonne après-guerre), élève seule ses enfants, a une liaison éphémère et vouée à l'échec durant la guerre, entre en conflit avec son dernier fils dans les années 1950/60, vieillit et meurt seule. Sa génération est la première dont tous les enfants quittent le domicile familial. À force de constance, Maria finit par incarner le Heimat.

## Commentaires
- Heimat, mot intraduisible en français, signifie : patrie, pays natal, province natale, région d'origine, lieu de naissance, petite patrie, foyer (le lieu où on est né, auquel on reste attaché par des liens familiaux et des souvenirs d'enfance, et dont on peut avoir la nostalgie). Le film d'Edgar Reitz attache aussi à ce lieu la notion du temps qui s'écoule.
- Heimat est aussi un mot entaché du passé nazi, de la philosophie du "Blut und Boden". Avec son film, Edgar Reitz lui a rendu sa dignité.
- Heimat a été tourné à Woppenroth, surnommé depuis le "Hollywood rhénan". À l'entrée du village, les deux panneaux Woppenroth et Schabbach coexistent depuis.

## Épisodes
- 1 : Fernweh - "La nostalgie du voyage" (1919-1928) - 123 min
- 2 : Die Mitte der Welt - "Le centre du monde" (1929-1933) - 90 min
- 3 : Weihnacht wie noch nie - "Un Noël exceptionnel" (1935) - 58 min
- 4 : Reichshöhenstrasse - "La haute route du Reich" (1938) - 52 min
- 5 : Auf und davon und zurück - "Aller et retour" (1938-1939) - 56 min
- 6 : Heimatfront - "Le front au village" (1943) - 59 min
- 7 : Die Liebe der Soldaten - "L'amour des soldats" (1944) - 58 min
- 8 : Der Amerikaner - "L'Américain" (1945-1947) - 112 min
- 9 : Hermännchen - "Le petit Hermann" (1955-1956) - 138 min
- 10 : Die stolzen Jahre - "Les fières années" (1967) - 84 min
- 11 : Das Fest der Lebenden und der Toten - "La fête des vivants et des morts" (1982) - 87 min

## Prix
- Mostra de Venise 1984 : Prix FIPRESCI

## Suites
Cette première saison fut suivie en :
- 1992 : Die zweite Heimat en français Heimat 2 - Chronique d'une jeunesse (25h.32) relate les années 1960 et 1970, principalement à Munich[1]
- 2004 : Heimat 3 (10h.58) dont l'histoire est centrée sur la période allant de 1989 à 2000.
- 2006 : Heimat-Fragmente: Die Frauen en allemand[2] et Heimat Fragments : The Women est centré sur le personnage de Lulu, la fille d'Herman Simon.
- 2013 :Die andere Heimat en allemand et Heimat - Chronique d'un rêve et Heimat - L'Exode en français mais également appelé Heimat 4[3] se déroule dans les années 1840 et a pour thème l'exil au Brésil des habitants du Hunsrück. Edgar Reitz et Gert Heidenreich en écrivent le scénario. Le lieu de tournage est Gehlweiler[4].